# 3 Pułk Przedniej Straży Buławy Polnej Litewskiej
3 Pułk Przedniej Straży Buławy Polnej Litewskiej – oddział jazdy armii Wielkiego Księstwa Litewskiego wojska I Rzeczypospolitej.

## Formowanie i zmiany organizacyjne
Sformowany w 1776 z chorągwi lekkich. W 1776 roku liczył etatowo 150 żołnierzy.

Lustracja dokonana w 1776 roku opisana została następująco:

Od dwóch poprzednich niczym się niedystynguiący y wpodobney trwa nikczemności; Żołd Towarzyski równy iak w Pułku Buławy Wielkiej. Officyerowie zaś gaże ieszcze szczupleysze biorą. Bawi przy Sztabie koni tylko 60. Konsystuią w Miadzile zwielką trudnością, gdyż nic dostać nie mogą. Chcąc furaż kupić o mil kilka wyieżdżać muszą a latem ani paszy nie maią. Powrócenie do dawnych kwater w Raduniu domagaią się, lub przynamniey Choć na inne mieysce aby byli przeprowadzeni.

Stan etatowy według „raty marcowej” z 1777 roku wynosił 150 żołnierzy.
Początkowo pułk składał się z pięciu chorągwi. Według raportu z lutego 1777 faktycznie służyło 148 osób. Uchwały sejmu czteroletniego podniosły liczebność pułku do 612 ludzi. Stan ten przetrwał do wybuchu powstania kościuszkowskiego.

## Stanowiska
- Mozyr, Łojów (1789),
- Mozyr (1790),
- Strzeszyn (1791),
- Wiłkowyszki (październik 1792)[1].

## Żołnierze pułku
Szefem pułku był każdorazowo hetman polny Wielkiego Księstwa Litewskiego. Po zniesieniu buław polnych przez sejm czteroletni, szefem pułku został Michał Zabiełło.
Etatową obsadę oficerską normował etat stutysięczny wojska, według którego w pułku powinni się znajdować: pułkownik, podpułkownik, dwóch majorów, kwatermistrz, audytor, dwóch adiutantów, czterech rotmistrzów z chorągwiami, czterech rotmistrzów sztabowych, ośmiu poruczników, ośmiu chorążych. W korpusie oficerskim ok. 17% to Tatarzy.
Szefowie pułku:
- Józef Sosnowski (1775–1789)
- Ludwik Tyszkiewicz (1780–1792)
- Michał Zabiełło (1792–)

Pułkownicy:
- Kazimierz Romanowski (1774–1791)
- gen. mjr Antoni Chlewiński (1791–1793)
- Jakub Baranowski (1793–)
- Stefan Piruski[a]

## Bitwy i potyczki
Regiment brał udział w wojnie w obronie Konstytucji 3 maja i w insurekcji kościuszkowskiej:
- bitwa pod Zelwą (4 lipca 1792)
- bitwa pod Krupczycami (16 września 1794)
- bitwa pod Brześciem (17 września 1794)
- bitwa pod Maciejowicami (10 października 1794)
- obrona Pragi (4 listopada 1794)